# Bruguières
Bruguières är en kommun i departementet Haute-Garonne i regionen Occitanien i södra Frankrike. Kommunen ligger i kantonen Fronton som tillhör arrondissementet Toulouse. År 2022 hade Bruguières 5 908 invånare.

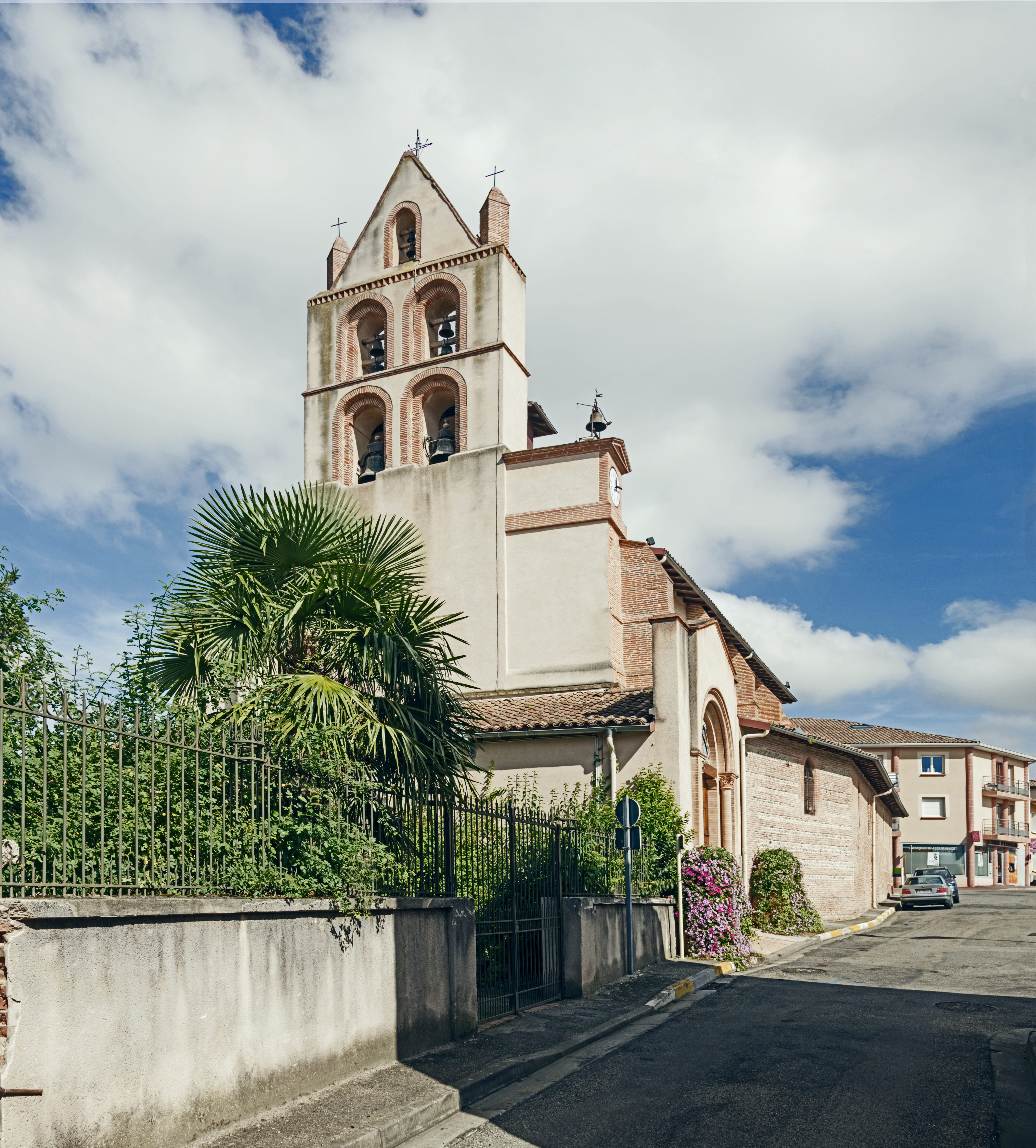
Église Saint-Martin
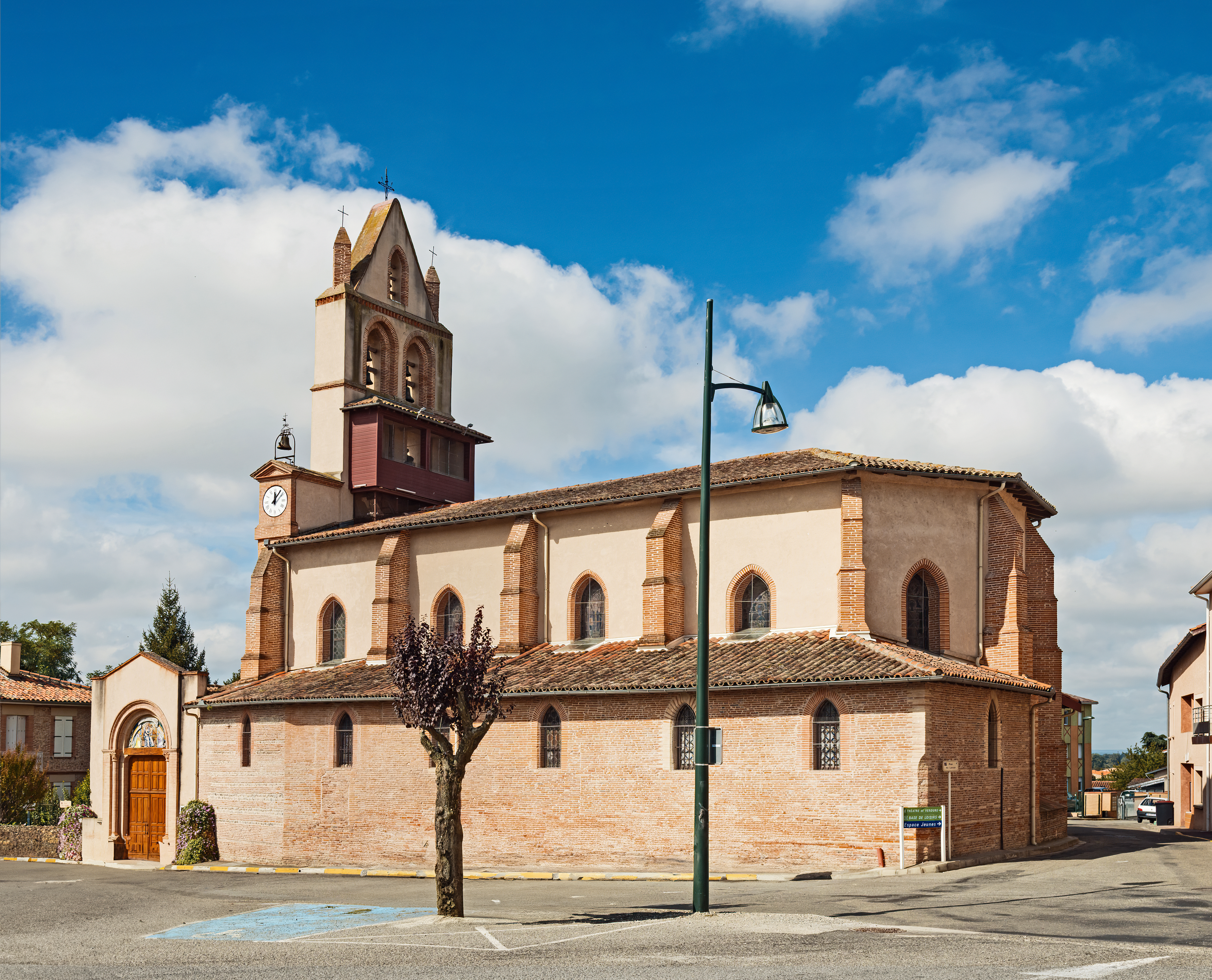
Église Saint-Martin

## Befolkningsutveckling
Antalet invånare i kommunen Bruguières
Referens:INSEE